# Notiolofos
Notiolofos — викопний рід спарнотеріодонтидних унгулят із ряду Litopterna. Тварина жила в еоцені, в Антарктиді. Рід містить два види, N. arquinotiensis, типовий вид, і N. regueroi.

## Опис
Нотіолофос спочатку був названий у 2006 році Бондом та ін. як Notolophus arquinotiensis на основі кількох викопних зубів. Однак після того, як рід було названо, стало зрозуміло, що назва Notolophus вже використовувалася родом метеликів, а назву роду згодом було змінено на Notiolofos Бондом та ін. у 2009 році. Другий вид у роді, Notiolofos regueroi, був названий у 2017 році Gelfo, Lopéz & Santillana на основі одного викопного моляра.
Скам'янілості N. arquinotiensis були знайдені в кількох шарах формації Ла-Мезета на острові Сеймур, Антарктида, і датуються від 55 до 34 мільйонів років тому. Однак N. regueroi відомий лише з шару Cucullaea I верхнього іпрського періоду, датованого 53 мільйонами років тому. Коли жив Нотіолофос, Антарктида все ще була з'єднана з Південною Америкою сухопутним мостом, як залишок суперконтиненту Гондвана.
N. regueroi був розміром приблизно з вівцю, з орієнтовною вагою від 25 до 57 кілограмів. N. arquinotiensis був набагато більшим, з орієнтовною вагою 400 кілограмів, розміром приблизно з вівцебика. Вважається, що це була пасовиська тварина.

## Таксономія
Notiolofos є частиною родини Sparnotheriodontidae і найбільш тісно пов'язаний з Victorlemoinea, скам'янілості якого були знайдені у верхньому палеоцені та нижньому еоцені Патагонії та бразильського басейну Ітабораї.